# Reprezentacja Irlandii w piłce wodnej kobiet
Reprezentacja Irlandii w piłce wodnej kobiet – zespół, biorący udział w imieniu Irlandii w meczach i sportowych imprezach międzynarodowych w piłce wodnej, powoływany przez selekcjonera, w którym mogą występować wyłącznie zawodnicy posiadający obywatelstwo irlandzkie. Za jej funkcjonowanie odpowiedzialny jest Irlandzki Związek Piłki Wodnej (IWPA), który jest członkiem Międzynarodowej Federacji Pływackiej.